# Liste von Persönlichkeiten des Wilden Westens
Hier sollen in alphabetischer Reihenfolge bekannte, nicht indigene Personen aus der Geschichte des Wilden Westens aufgelistet werden. In einem zweiten Teil folgen erfundene Gestalten, die berühmt wurden.

## Reale Personen

### A
- Cattle Annie
- Johnny Appleseed
- William Henry Ashley
- Johann Jakob Astor
- James Averill
- Clay Allison

### B
- Jim Baker
- Collins John H. Baronett
- Roy Bean
- James P. Beckwourth
- Bloody Benders
- George Bent
- William Bent
- John Bidwell
- Charles E. Bolton (Black Bart)
- Benjamin Bonneville
- William H. Bonney (Billy the Kid)
- Daniel Boone
- James Bowie
- Bill Brazelton
- Jim Bridger
- Little Britches
- Ned Buntline
- Seth Bullock

### C
- Kit Carson
- Butch Cassidy
- Nathan D. Champion
- Jose Chavez y Chavez
- Jesse Chisholm
- John Chisum
- Ike Clanton
- William Clark
- Dan Clifton (Dynamite Dan)
- William Frederick Cody (Buffalo Bill)
- John Colter
- Davy Crockett
- Bill Crook
- George Armstrong Custer

### D
- Dalton-Brüder
- Mysterious Dave
- Bill Doolin
- Doolin-Dalton-Gang
- Andrew Drips
- George Drouillard

### E
- Morgan Earp
- Virgil Earp
- Wyatt Earp
- Jesse Evans

### F
- William J. Fetterman
- Thomas Fitzpatrick
- Lucien Fontenelle
- Robert Ford
- Henry Fraeb

### G
- Pat Garrett
- Charles Goodnight

### H
- John Wesley Hardin
- Mary Katharine Haroney
- Pearl Heart
- Andrew Henry
- Wild Bill Hickok
- Ben Holladay
- Doc Holliday
- Tom Horn

### J
- David E. Jackson
- Frank James
- Jesse James
- Calamity Jane
- John Jeremiah Johnson (Liver-Eating-Johnson)

### K
- Fanny Kelly

### L
- Jack Langrishe
- Zenas Leonard
- Meriwether Lewis
- Gordon William Lillie (Pawnee Bill)
- Manuel Lisa
- Harvey Logan
- Harry A. Longabaugh (Sundance Kid)
- Bill Longley
- Nat Love

### M
- Bat Masterson
- Dave Mather
- Jack McCall
- Joseph L. Meek
- Jennie Metcalf (Rose von Cimmaron)
- Nelson Miles
- Mollie Monroe
- Thomas Moran

### N
- Joshua Norton

### O
- Annie Oakley
- Peter Skene Ogden
- Tom O’Folliard

### P
- Isaac Charles Parker (Judge Parker)
- Etta Place
- John Wesley Powell
- Plummer-Bande

### Q
- William Clark Quantrill

### R
- Connie Douglas Reeves
- Johnny Ringo
- Edward Rose
- William Hepburn Russell

### S
- George Scarborough
- Josiah Gordon Scurlock
- Philip Sheridan
- Al Sieber
- John Slaughter
- Soapy Smith
- Thomas James Smith
- Jedediah Smith
- Belle Starr
- Pearl Starr
- Dallas Stoudenmire
- William Sublette und sein Bruder
- Milton Sublette
- John Sutter
- Al Swearengen
- Ceran de St. Vrain

### T
- Ben Thompson
- William Thompson
- Bill Tilghman (Uncle Billy)
- John Henry Tunstall

### V
- Pancho Villa

### W
- Joseph R. Walker
- Ella Watson (Cattle Kate)
- Old Bill Williams
- Nathaniel Jarvis Wyeth

### Y
- Cole Younger
- Brigham Young

### Z
- Emiliano Zapata

## Erfundene Personen
- Arthur Morgan
- Ben Cartwright
- Broncho Billy
- Hopalong Cassidy
- Cheyenne Harry
- Cheyenne Kid
- Cisco Kid
- Django
- Durango Kid
- Fuzzy
- Will Kane
- Lone Ranger
- Lucky Luke
- Old Shatterhand
- Punaniska
- Range Busters
- Red Ryder
- Rooster Cogburn
- Sabata
- Saint Johnson
- Sartana
- Three Mesquiteers
- Tonto
- Trinità
- The Virginian
- Winnetou
- Zorro